# Szövetkészítők bástyája
A Szövetkészítők bástyája vagy Posztókészítők bástyája (románul: Bastionul Postăvarilor, németül: Tuchmacherbastei) Brassó városerődítményének egyik bástyája. A hozzákapcsolódó Cserzővargák bástyájával együtt a városerőd keleti szögletének védelmét látta el. Eredetileg az aranyművesek céhe építette és látta el védelmét, majd 1646-ban a posztókészítő céh vette át. A délkeleti várfal részeként a romániai műemlékek jegyzékében a BV-II-m-A-11294.04 sorszámon szerepel.

## Története
A bástyát eredetileg az aranyművesek céhe építette 1450 és 1455 között. Ezt megelőzően ezen a helyen egy kisebb torony volt, melynek alapjaira 2008-as ásatások során bukkantak rá. Az aranyműves céh a város egyik legnagyobb és leggazdagabb céhe volt, vagyonukat főleg a Kárpátokon túli román fejedelemségek vezetőivel való kereskedésnek köszönhetik. Bástyájuk már kezdettől fogva a brassói városerőd egyik legerősebb védelmi pontjának számított.
1521–1522-ben az északkeleti védműveket megerősítették egy második, külső fal építésével, így az Aranyművesek bástyája már nem tudta ellátni a keleti sarok védelmét. A helyzet orvoslására felépítették a patkó alakú Cserzővargák bástyáját, melynek védelmét a vörös tímárok látták el. Ennek alkalmából az Aranyművesek bástyáját is felújították. 1534-ben újraácsolták a feljárókat, 1550-ben pedig egy új szoba építéséről adnak hírt. A 17. század közepén az aranyművesek egy másik bástyát is emeltek, így 1646-ban a keleti bástya őrzését a posztókészítő céh, a város negyedik legnagyobb céhe vette át.
A 18. század közepétől már nem töltött be védelmi szerepet, az idő és a földrengések megrongálták. 1881-ben a posztókészítők eladták a bástyát és a hozzá tartozó zwingert Michael Mutzig szalámigyárosnak. A gyáros az épületben szárította a kolbászokat, így a köznyelvben hosszú időre meghonosodott a Szalámitorony (Salamiturm) elnevezés.
A romos állapotba került bástyát 1961–1962-ben megerősítették, majd 2005 és 2011 között felújították. 2012-ben egy virtuális múzeumot rendeztek be falai közt, Románia legelső ilyen létesítményét. A tervezők egy ötszintes, fémből készült tornyot emeltek a bástya közepén, mely nem módosította az épület eredeti szerkezetét; a toronyban érintőképernyők mutatták be a város történelmét, és elérhetőek voltak a bástya falai mellett futó galériák is. 2015-ben a múzeumot bezárták, mivel nem volt jövedelmező; a bástya belseje azóta nem látogatható.

## Leírása
A délkeleti, Cenk alatti falban helyezkedik el. Ellipszis alaprajzú, 16 méteres átmérővel. Magassága 20 méter, falai az alsó részen két méter vastagságúak. A bástyát egy alacsony falszakasz kötötte össze a Csizmadiák tornyával.
Egy 1562-es leírás 16 kézi puskát, 10 szakállas puskát, és három kis méretű ágyút említ. A védők helyzetét négyszintes függőfolyosó-ácsolat és lőrések segítették; az ágyúk lőrései a földszinten voltak, később egyik ilyenből alakították ki a múzeum bejáratát. A bástya eredeti bejárata a város felől nyílt.

## Képek

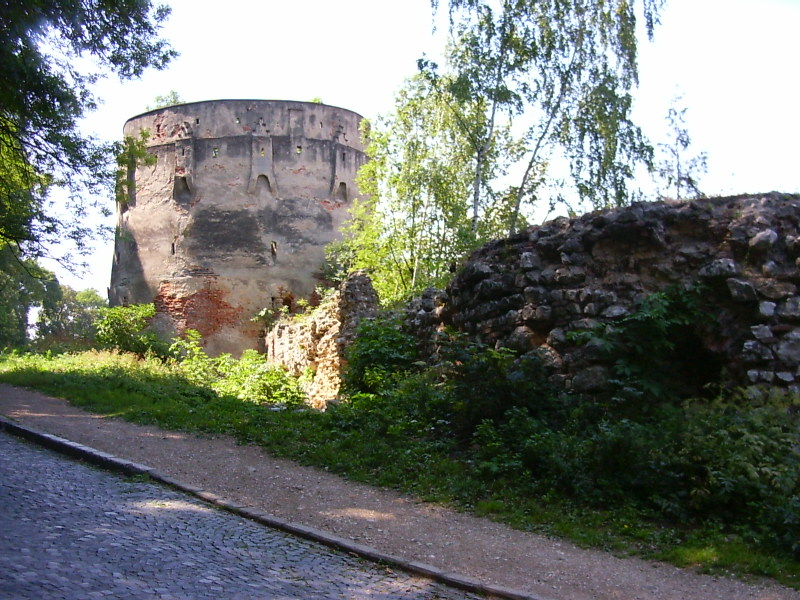
A bástya a 2005-ös felújítás előtt
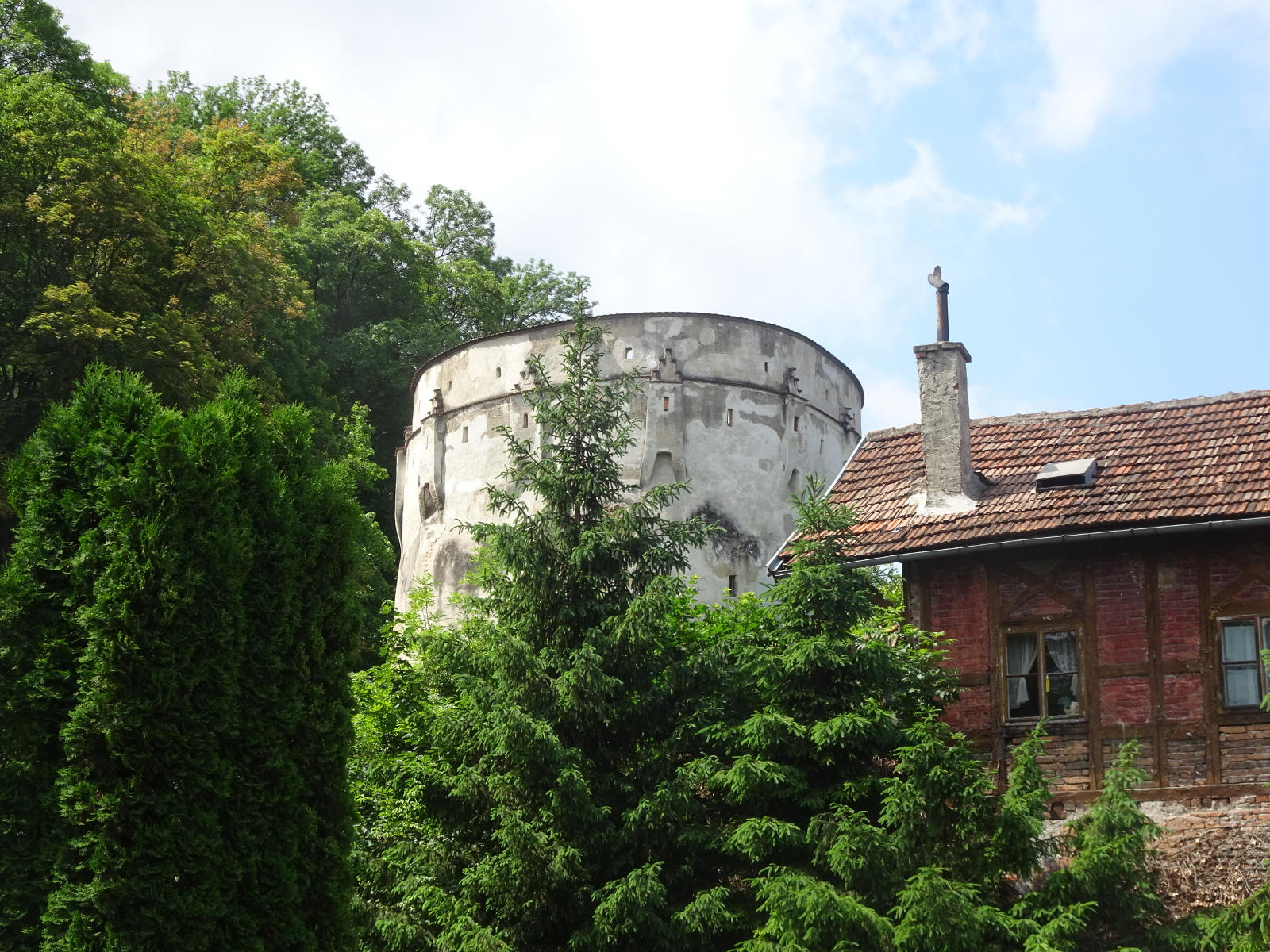
A bástya keletről
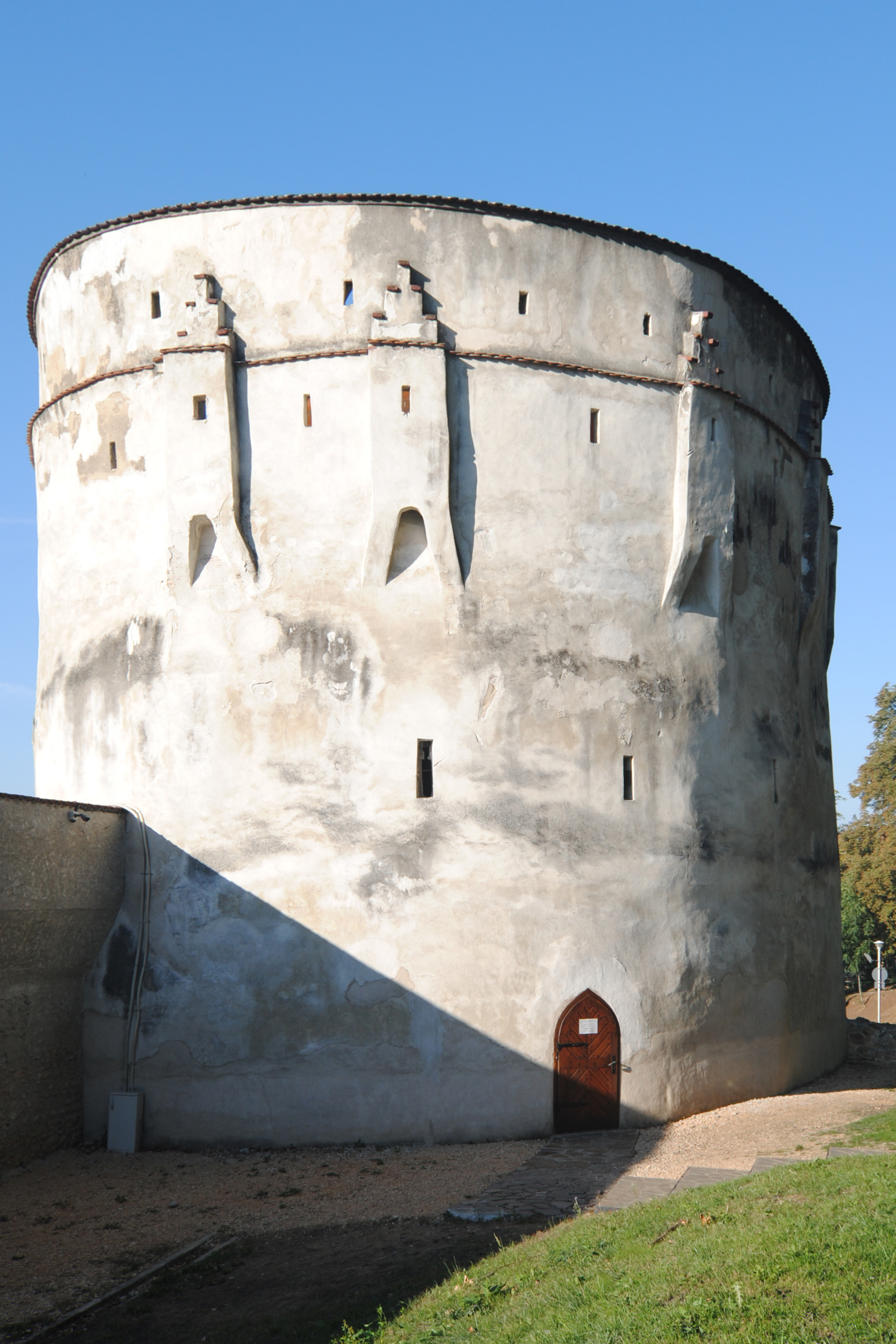
A bástya délnyugatról
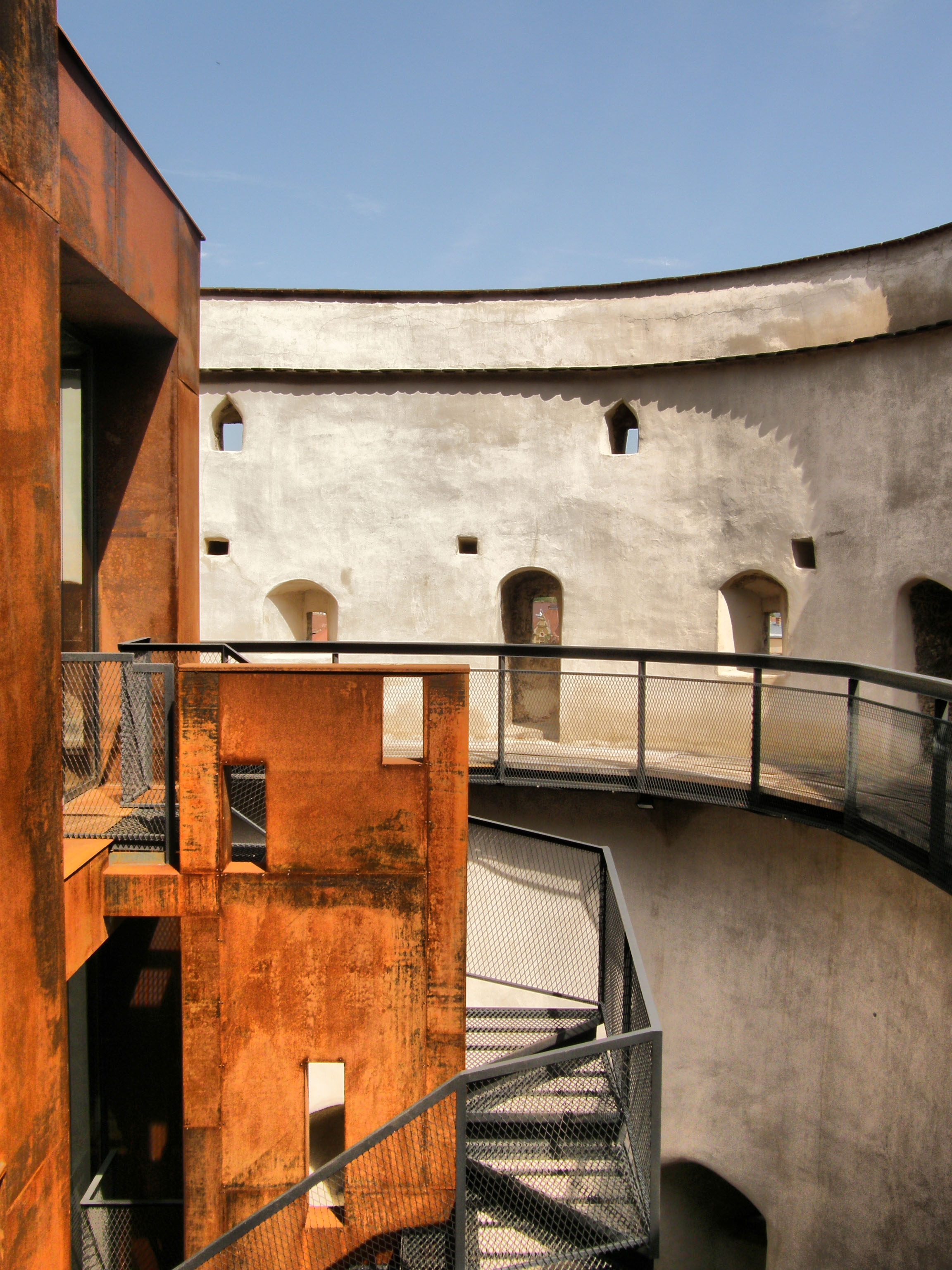
A bástya belseje, a „virtuális múzeum” épületével
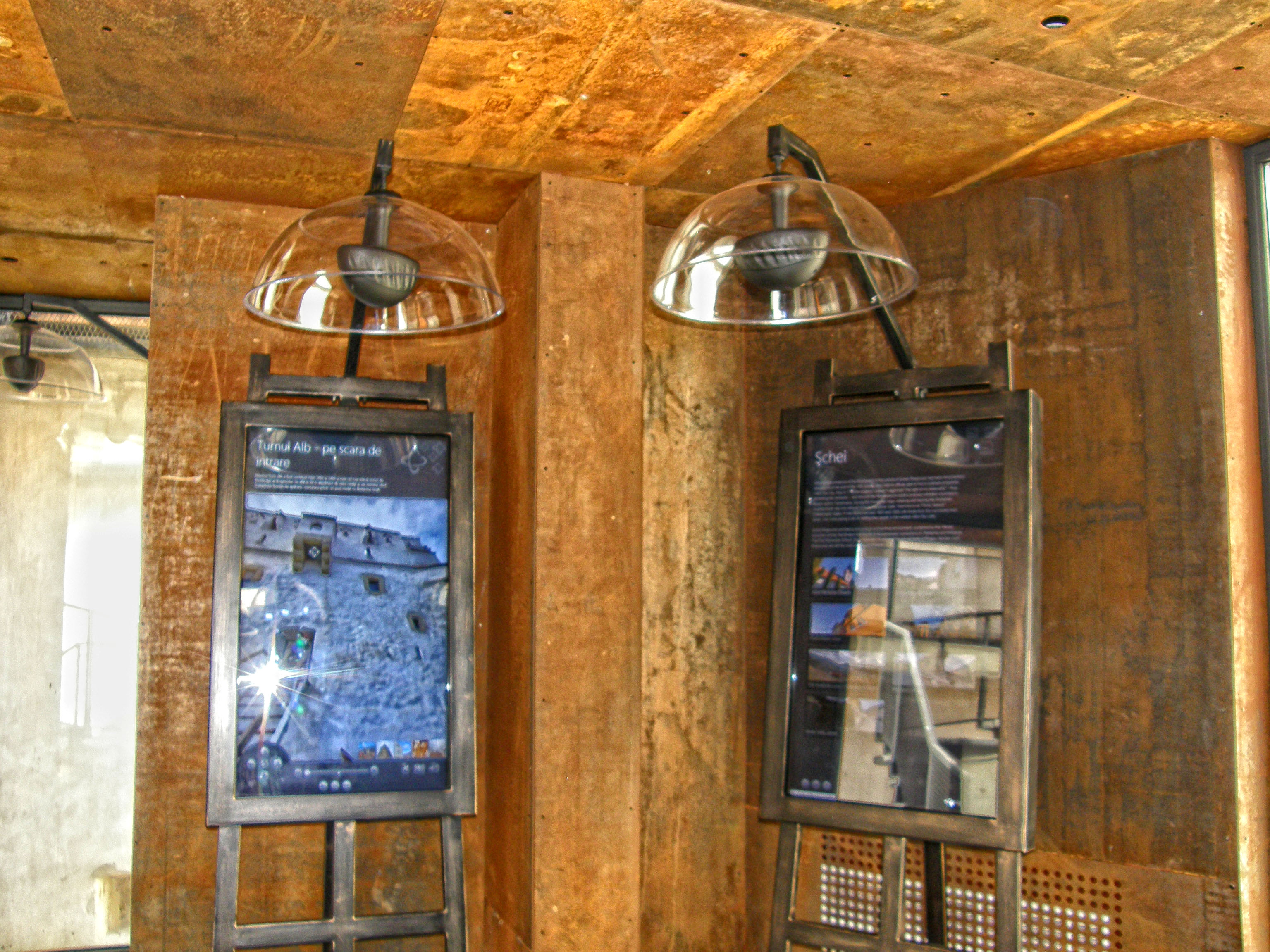
A virtuális múzeum